# Liste der Baudenkmäler in Grafengehaig
Auf dieser Seite sind die Baudenkmäler in dem oberfränkischen Markt Grafengehaig zusammengestellt. Diese Tabelle ist eine Teilliste der Liste der Baudenkmäler in Bayern. Grundlage ist die Bayerische Denkmalliste, die auf Basis des Bayerischen Denkmalschutzgesetzes vom 1. Oktober 1973 erstmals erstellt wurde und seither durch das Bayerische Landesamt für Denkmalpflege geführt wird. Die folgenden Angaben ersetzen nicht die rechtsverbindliche Auskunft der Denkmalschutzbehörde.
 Diese Liste gibt den Fortschreibungsstand vom 19. August 2014 wieder und enthält 25 Baudenkmäler.

## Baudenkmäler nach Gemeindeteilen

### Grafengehaig
| Lage                       | Objekt                                                                        | Beschreibung | Akten-Nr.              | Bild                |
| -------------------------- | ----------------------------------------------------------------------------- | --- | ---------------------- | ------------------- |
| An der Kirche 2 (Standort) | Ehemaliges Mesnerhaus                                                         | Zweigeschossiger Satteldachbau, über der Wehrmauer der Kirchenburg errichtet, um 1640 | D-4-77-117-29 Wikidata | BW                  |
| An der Kirche 4 (Standort) | Evangelisch-lutherische Pfarrkirche Heilig Geist, ehemals Unserer Lieben Frau | Dreischiffiger netzgewölbter Hallenbau mit eingezogenem Chor, Westturm zu fünf Geschossen, im nördlichen Chorwinkel Wehrturm, drittes Geschoss in Fachwerk, im Kern 13./14. Jahrhundert; Umbauten des 16. bis 18. Jahrhunderts; mit Ausstattung | D-4-77-117-4 Wikidata  | weitere Bilder      |
| An der Kirche 4 (Standort) | Kirchhofbefestigung                                                           | Mitte 15. Jahrhundert, Erneuerungen des 16. bis 18. Jahrhunderts, mit Torturm, Erneuerung 1732, Spitzhelm 1868 | D-4-77-117-4 Wikidata  | Kirchhofbefestigung |
| An der Kirche 8 (Standort) | Pfarrhaus                                                                     | Zweigeschossiger Walmdachbau, 1692, Erneuerungen des 18. und 19. Jahrhunderts | D-4-77-117-3 Wikidata  | BW                  |
| Hauptstraße 15 (Standort)  | Wohnhaus                                                                      | Zweigeschossiger Halbwalmdachbau mit Sandsteingliederungen, bezeichnet „1844“; zugehörige Torpfeiler | D-4-77-117-1 Wikidata  | BW                  |
| Marktplatz 1 (Standort)    | Ehemaliger Gasthof Horn                                                       | Zweigeschossiger Halbwalmdachbau mit Sandsteingliederungen, bezeichnet „1826“ | D-4-77-117-2 Wikidata  | BW                  |
| Marktplatz 4 (Standort)    | Ehemaliger Gasthof Zur Post                                                   | Zweigeschossiger Mansardwalmdachbau über hohem Kellergeschoss, im Kern 18. Jahrhundert, Erneuerungen von 1819 und 1924 | D-4-77-117-6 Wikidata  | BW                  |
| Marktplatz 9 (Standort)    | Wohnhaus                                                                      | Zweigeschossiger Satteldachbau mit Fachwerkobergeschoss, frühes 19. Jahrhundert, Kern älter | D-4-77-117-5 Wikidata  | BW                  |

### Bromenhof
| Lage                   | Objekt     | Beschreibung                     | Akten-Nr.             | Bild |
| ---------------------- | ---------- | -------------------------------- | --------------------- | ---- |
| Bromenhof 1 (Standort) | Türgewände | Sandstein, bezeichnet „1837“ (?) | D-4-77-117-7 Wikidata | BW   |

### Eppenreuth
| Lage                     | Objekt                                              | Beschreibung                                                                           | Akten-Nr.              | Bild                   |
| ------------------------ | --------------------------------------------------- | -------------------------------------------------------------------------------------- | ---------------------- | ---------------------- |
| Eppenreuth 1 (Standort)  | Gasthaus Goldener Löwe                              | Zweigeschossiger Satteldachbau, bezeichnet „1812“                                      | D-4-77-117-8 Wikidata  | Gasthaus Goldener Löwe |
| Eppenreuth 2 (Standort)  | Ehemalige Brauerei, jetzt Stall- und Webereigebäude | Zweigeschossiger Satteldachbau, bezeichnet „1810“                                      | D-4-77-117-9 Wikidata  | BW                     |
| Eppenreuth 5 (Standort)  | Gasthaus Karl Fischer                               | Zweigeschossiger Wohnstallbau mit Sandsteingliederungen, bezeichnet „1828“             | D-4-77-117-10 Wikidata | Gasthaus Karl Fischer  |
| Eppenreuth 5 (Standort)  | Gasthaus Karl Fischer                               | Zugehörige Nebengebäude der hakenförmigen Hofanlage, wohl erste Hälfte 19. Jahrhundert | D-4-77-117-10 Wikidata | BW                     |
| Eppenreuth 30 (Standort) | Türrahmung                                          | Sandstein, bezeichnet „1829“                                                           | D-4-77-117-11 Wikidata | Türrahmung             |

### Grünlas
| Lage                  | Objekt        | Beschreibung                                                           | Akten-Nr.              | Bild          |
| --------------------- | ------------- | ---------------------------------------------------------------------- | ---------------------- | ------------- |
| Grünlas 10 (Standort) | Wohnstallhaus | Eingeschossiger Halbwalmdachbau, Sandsteinrahmungen, bezeichnet „1850“ | D-4-77-117-13 Wikidata | Wohnstallhaus |
| Grünlas 16 (Standort) | Weberhäuschen | Eingeschossiger Satteldachbau, Sandsteintürrahmung, bezeichnet „1824“  | D-4-77-117-14 Wikidata | Weberhäuschen |

### Horbach
| Lage                 | Objekt     | Beschreibung                             | Akten-Nr.              | Bild |
| -------------------- | ---------- | ---------------------------------------- | ---------------------- | ---- |
| Horbach 5 (Standort) | Türrahmung | Profiliert, Sandstein, bezeichnet „1808“ | D-4-77-117-15 Wikidata | BW   |

### Hübnersmühle
| Lage                      | Objekt                 | Beschreibung | Akten-Nr.              | Bild |
| ------------------------- | ---------------------- | --- | ---------------------- | ---- |
| Hübnersmühle 1 (Standort) | Wohnhaus mit Mahlmühle | Zweigeschossiger Halbwalmdachbau mit verputztem Fachwerkobergeschoss, bezeichnet 1766, Sandsteinrahmungen um 1840; mit technischen Anlagen am Mühlbach Zugehörige Kunstmühle, zweigeschossiger Satteldachbau, Sandsteinquaderbau und verbretterter Ständerbau, wohl 19. Jahrhundert Zugehörig Mühlgraben mit Befestigung, Wehr und Brücke | D-4-77-117-16 Wikidata | BW   |

### Mehlthaumühle
| Lage                       | Objekt                             | Beschreibung | Akten-Nr.              | Bild                               |
| -------------------------- | ---------------------------------- | --- | ---------------------- | ---------------------------------- |
| Mehlthaumühle 1 (Standort) | Mehlthaumühle, ehemalige Mahlmühle | Eingeschossiger Halbwalmdachbau, spätes 18. Jahrhundert, über älterem Kern; mit Ausstattung zugehöriger Mühlgraben mit gemauertem Wasserzufluss zur Turbine und Brücke, wohl 18./19. Jahrhundert | D-4-77-117-17 Wikidata | Mehlthaumühle, ehemalige Mahlmühle |

### Seifersreuth
| Lage                      | Objekt        | Beschreibung | Akten-Nr.              | Bild          |
| ------------------------- | ------------- | --- | ---------------------- | ------------- |
| Seifersreuth 1 (Standort) | Wohnstallhaus | Verputzter zweigeschossiger Walmdachbau, Sandsteinrahmungen, bezeichnet „1765“, Obergeschoss erneuert                                     | D-4-77-117-18 Wikidata | Wohnstallhaus |
| Seifersreuth 5 (Standort) | Wohnstallhaus | Eingeschossiger Satteldachbau, Sandsteinrahmungen, bezeichnet „1835“                                                                      | D-4-77-117-19 Wikidata | Wohnstallhaus |
| Seifersreuth 6 (Standort) | Wohnhaus      | Eingeschossiger Satteldachbau mit klassizistischer Sandsteintürrahmung, erste Hälfte 19. Jahrhundert                                      | D-4-77-117-20 Wikidata | Wohnhaus      |
| Seifersreuth 7 (Standort) | Weberhäuschen | Eingeschossiger Satteldachbau, südlicher Teil in Blockbau, verbrettert, wohl 18. Jahrhundert, nördlicher Teil erneuert, bezeichnet „1868“ | D-4-77-117-21 Wikidata | Weberhäuschen |

### Waldhermes
| Lage                    | Objekt                                                     | Beschreibung                                                                                   | Akten-Nr.              | Bild |
| ----------------------- | ---------------------------------------------------------- | ---------------------------------------------------------------------------------------------- | ---------------------- | ---- |
| Waldhermes 5 (Standort) | Wohnhaus, sogenanntes Schulmeisterhäuslein, jetzt Gasthaus | Eingeschossiger Sandsteinquaderbau mit Krüppelwalmdach, Sandsteingliederung, bezeichnet „1845“ | D-4-77-117-22 Wikidata | BW   |

### Weidmes
| Lage                  | Objekt        | Beschreibung                 | Akten-Nr.              | Bild |
| --------------------- | ------------- | ---------------------------- | ---------------------- | ---- |
| Weidmes 29 (Standort) | Scheitelstein | Sandstein, bezeichnet „1824“ | D-4-77-117-24 Wikidata | BW   |

### Weißenstein
| Lage                     | Objekt        | Beschreibung | Akten-Nr.              | Bild          |
| ------------------------ | ------------- | --- | ---------------------- | ------------- |
| Weißenstein 1 (Standort) | Wohnstallhaus | Eingeschossiger Satteldachbau, Giebel verschiefert, Sandsteinrahmungen, bezeichnet „1845“ Zugehörige Scheune, wohl 19. Jahrhundert | D-4-77-117-25 Wikidata | Wohnstallhaus |

## Ehemalige Baudenkmäler
In diesem Abschnitt sind Objekte aufgeführt, die früher einmal in der Denkmalliste eingetragen waren, jetzt aber nicht mehr. Objekte, die in anderem Zusammenhang also z. B. als Teil eines Baudenkmals weiter eingetragen sind, sollen hier nicht aufgeführt werden. Aktennummern in diesem Abschnitt sind ehemalige, jetzt nicht mehr gültige Aktennummern.

| Lage                             | Objekt        | Beschreibung                                                         | Akten-Nr.              | Bild          |
| -------------------------------- | ------------- | -------------------------------------------------------------------- | ---------------------- | ------------- |
| Grünlas Grünlas 6, 6a (Standort) | Wohnstallhaus | Eingeschossiger Satteldachbau, Sandsteinrahmungen, bezeichnet „1788“ | D-4-77-117-12 Wikidata | Wohnstallhaus |